# 素敵な気持ち
「素敵な気持ち」（すてきなきもち）は、1983年2月21日にリリースされた岩崎宏美の30枚目のシングル。

## 解説
- 岩崎のシングルでは、作詞に康珍化が初めて採用され、作曲の筒美京平は1980年4月発売の『女優』以来、約4年振りに担当した。
- 本楽曲は岩崎自身も気に入っている楽曲で、1999年のセルフカバー･アルバム『Never Again〜許さない』には、新たに録音し直して収録しており、現在でもしばしばコンサートで歌われている。

## 収録曲
- 両楽曲共に、編曲：萩田光雄

1. 素敵な気持ち（3分56秒）
作詞：康珍化／作曲：筒美京平
2. WAITING（3分35秒）
作詞：竜真知子／作曲：平井夏美